# Jaruškino
Jaruškino (in russo: Ярушкино; in ciuvascio: Пĕчĕк Элĕк; Pĕčĕk Èlĕk) è una località rurale (una derevnja) del rajon di Alikovo, nella Repubblica autonoma della Ciuvascia, in Russia. 

## Storia
Fino al 1927, il villaggio faceva parte del distretto di Alikovo, mentre successivamente passò nel distretto di Vurnary fino a metà degli anni 1960. Dal 14 marzo 1965 è tornato nel distretto di Alikovo, al quale ancora oggi appartiene.

## Geografia
Il villaggio si trova a 2 chilometri da Alikovo, che è il centro amministrativo del distretto omonimo. 

### Clima
Il clima è continentale temperato con lunghi inverni freddi ed estati calde. La temperatura media di gennaio è di -12.9 °C, mentre a luglio è di 18.3 °C. La temperatura minima assoluta ha raggiunto i -44 °C, mentre la massima è arrivata a 37 °C. Le precipitazioni medie annue sono poco oltre i 552 mm.

## Popolazione
Al 2012, il villaggio contava una popolazione di 93 abitanti, principalmente di etnia ciuvascia ed in maggioranza donne.

## Infrastrutture e trasporti
Il villaggio dispone di un centro culturale, una biblioteca, una chiesa, un pronto soccorso, un negozio. Da un punto di vista energetico, il paese è prevalentemente alimentato a gas.

## Mass media e telecomunicazioni
- Comunicazione: "Волгателеком" Би Лайн, МТС, Мегафон. Il villaggio dispone inoltre di accesso a Internet.
- Giornali e riviste: il giornale del distretto di Alikovo è "Пурнăç çулĕпе" - "Sulla via della vita", pubblicato in russo e ciuvascio.